# Laurent Carroué
 (juillet 2014).
Laurent Carroué est un géographe français, né le 7 juillet 1958, spécialiste de géographie économique. Il est notamment l'un des principaux géographes français spécialistes des questions de mondialisation et de globalisation (il est un partisan de la différenciation des deux termes). Pour lui mondialisation correspond à la diffusion du capitalisme à l'ensemble de l'espace géographique tandis que le terme de globalisation désigne l'ensemble des phénomènes qui s'exercent à l'échelle globale et nécessitent une gestion globale. Dans ses différents ouvrages traitant de cette question il met en évidence les réalités géographiques de la mondialisation, le phénomène de continentalisation, l'importance renouvelée des proximités géographiques ou encore l'importance de la double logique d'intégration-fragmentation qui caractérise la mondialisation.
Carroué était président du Jury d'Histoire et Géographie économiques de l'ESCP Europe (École Supérieure de Commerce de Paris). Il fait ainsi partie des concepteurs des sujets de géopolitique du concours d'entrée dans les écoles de commerces les plus prestigieuses (HEC, ESCP Europe, ESSEC ainsi que dans un certain nombre d'ESC), il favorise la rénovation des concours de l'ENS en proposant le thème d'étude de la planète financière. Il est également chercheur à l'Institut Français de Géopolitique. Il est un des concepteurs et membre du comité de pilotage du site GeoImage du CNES

## Parcours professionnel
- 1984/1988 : travaux de thèse comme allocataire de recherche DGRST du ministère de la recherche dans un laboratoire associé au CNRS à l'Université Paris I-Panthéon-Sorbonne (laboratoires CRIA et STRATES).
- Décembre 1988 : soutenance d'une thèse de doctorat en géographie sous la direction d'André Fischer sur Les industries informatiques, électriques et électroniques en Île-de-France. Contribution à l'étude d'une industrie de haute technologie dans une métropole centrale, 1 607 p., 4 tomes.
- Juillet 1989 : agrégation externe de géographie (6e rang) à l'âge de 31 ans après avoir été auditeur-libre à l'ENS Fontenay-St Cloud.
- 1989/1990 : agrégé stagiaire au CPR de Créteil.
- Septembre 1990 : maître de conférences au département de géographie de l'Université Paris VIII.
- 1995 : soutenance des travaux d'Habilitation à diriger des recherches (HDR) sous la direction de Jean-Claude Boyer sur Les mutations des systèmes productifs d'Europe occidentale, 3 tomes.
- 1995 : Professeur des Universités.

Il a occupé ou occupe les postes suivants :
- Professeur à l'Université de Paris VIII
- Directeur de recherche à l'Institut d'études européennes
- Directeur de recherche à l'Institut français de géopolitique
- Expert auprès du Centre d'Études et de Prévisions (CEP) du Ministère de l'Intérieur en 2002 et 2003
- Expert de la Commission Sciences humaines du Centre National du Livre (CNL) du Ministère de la Culture pendant trois ans.
- Expert du groupe "Mondialisation" du Centre d'Analyse Stratégique / Commissariat Général au Plan
- Directeur scientifique adjoint en 2003 auprès de Gérard Dorel puis Directeur scientifique du Festival International de Géographie (FIG) de Saint-Dié-des-Vosges de 2004 à 2007.
- Président du Jury de l'agrégation externe de Géographie en 2008 et 2009
- Président du jury du Capes externe d'histoire et géographie de 2010 à 2013.

Depuis septembre 2007, il occupe les fonctions d'inspecteur général de l'éducation nationale (IGEN), groupe "histoire-géographie".